# 주세페 아바티
주세페 아바티(이탈리아어: Giuseppe Abbati, 1836년 1월 13일~1868년 2월 21일)는 이탈리아의 화가로 이탈리아의 예술 그룹인 마키아이올리에 속한 화가이다.

## 생애
아바티는 1836년 나폴리에서 태어났다. 그는 건축물 실내 그림을 전문으로 했던 아버지 빈센조(Vincenzo)로부터 초기 그림 교육을 받았으며 아바티의 초기 그림은 모두 실내 그림이었다. 그는 주세페 가리발디의 1860년 작전에 참여했고 카푸아 전투에서 오른쪽 눈을 잃었다. 그 후 그는 피렌체로 이사하여 카페 미켈란졸로에서 조반니 파토리, 실베스트로 레가 등 다양한 예술가들을 만나 마키아이올리 그룹을 형성했다.
1861년 피렌체 국립 박람회에서 아바티는 그의 내면적 관점에 대한 메달을 받았지만 심사위원단 구성에 대한 항의의 의미로 메달 받기를 거부했다. 그 후 그는 야외사생에 흥미를 느꼈다. 화가로서의 그의 활동은 1866년 제3차 독립 전쟁을 위해 다시 군대에 입대하면서 중단되었고, 당시 그는 오스트리아군에 포로로 잡혀 크로아티아에 억류되었다.
그해 말 다시 민간인으로 돌아온 아바티는 카스텔누오보 델라 미세리코르디아(Castelnuovo della Misericordia)로 이사하여 생애의 마지막 1년을 시골에서 그림을 그리며 보냈다. 아바티는 그의 개에게 물려 광견병에 감염된 후 32세의 나이로 피렌체에서 사망했다.

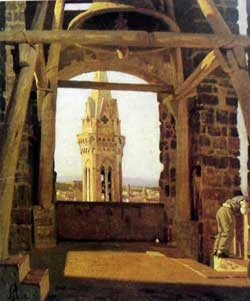
《팔라초 델 포데스타의 탑》(The Tower of the Palazzo del Podestà), 1865년, 나무에 유채, 39 x 32 cm.

그의 그림은 빛의 효과를 선명하게 처리한 것이 특징이다. 그는 《디에고 마르텔리의 와인 저장고에서 바라본 풍경》(1866)에서처럼 어두운 실내의 출입구를 통해 보이는 빛나는 바깥 풍경을 자주 그렸다. 《카스틸리온첼로의 풍경》(1867)과 같은 그의 후기 풍경화 중 일부는 종종 마키아이올리가 선호하는 매우 길쭉한 수평 형식을 따른다.

## 작품

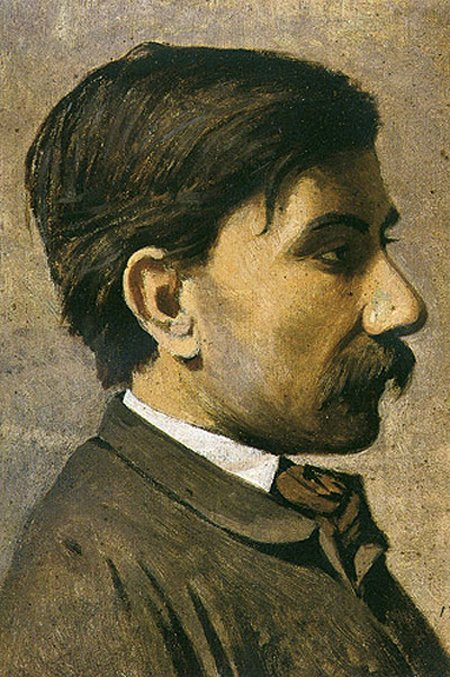
자화상, 1860년경
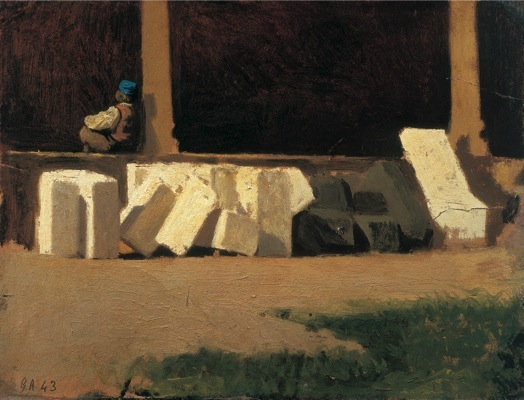
Interno di un chiostro, 1862년
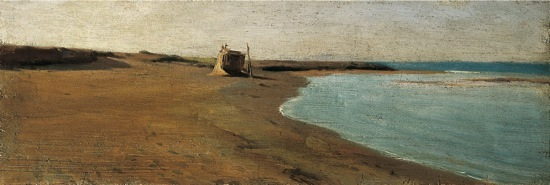
《칼라타 해변》(Beach at Caletta), 1863년경
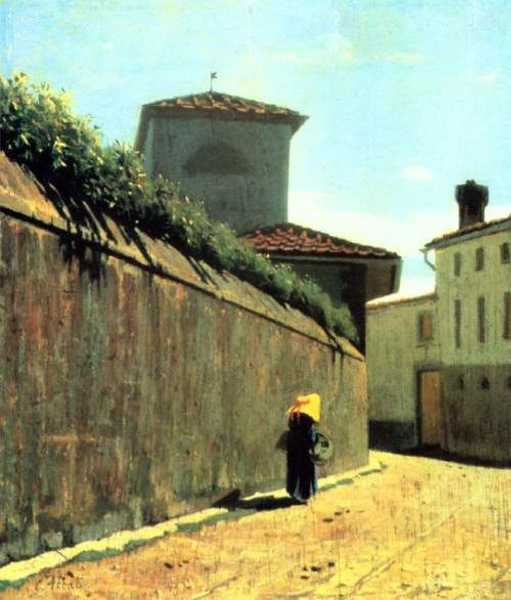
《태양 아래 작은 골목》(Stradina al sole), 1863년경
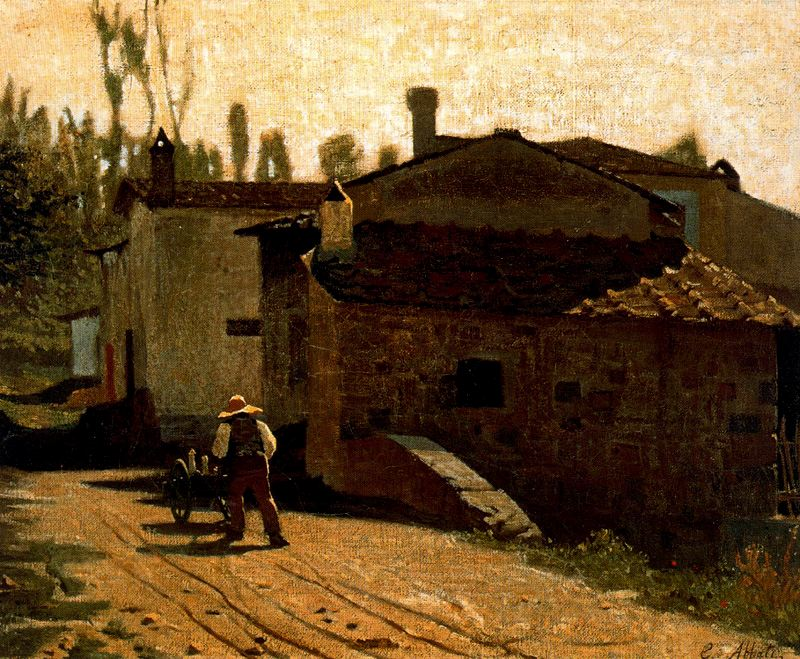
《피아젠티나의 우유 배달원》, 1864년
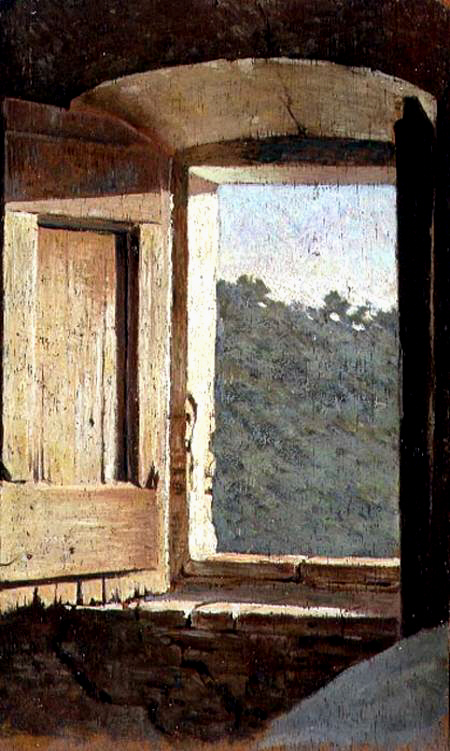
〈농가의 창》(Finestra di casa di campagna), 1865년경